# Remigia translata
Remigia translata là một loài bướm đêm trong họ Erebidae.